# Gare d’Étival-Clairefontaine
Gare d’Étival-Clairefontaine – stacja kolejowa w miejscowości Étival-Clairefontaine, w departamencie Wogezy, w regionie Grand Est, we Francji. Jest zarządzana przez SNCF i obsługiwana przez pociągi TER Lorraine.

## Położenie
Znajduje się na linii Lunéville – Saint-Dié, na km 424,125  między stacjami Raon-l’Étape i Saint-Michel-sur-Meurthe, na wysokości 302 m n.p.m.

## Historia
Stację otwarto 15 listopada 1864 przez Compagnie des chemins de fer de l’Est, kiedy otwarto odcinek linii z Raon-l’Étape do Saint-Dié.

## Linie kolejowe
- Lunéville – Saint-Dié
- Étival – Senones – linia zlikwidowana